# Pásztorhegy
Pásztorhegy (1899-ig Valaskócz, szlovákul: Valaškovce) katonai terület, egykor község Szlovákiában, az Eperjesi kerület Homonnai járásában. Katonai terület állandó lakosság nélkül.

## Fekvése
Homonnától 20 km-re keletre, a Vihorlát-hegységben fekszik.

## Története
A település a 17. század elején, a vlach jog alapján keletkezett akkor, amikor a Hommonnához tartozó területre ruszin pásztorokat telepítettek. 1635-ben „Vlaskov” néven említik először. A 18. században Valaskóc a Roll és Dernáth családok birtoka volt.
A 18. század végén Vályi András így ír róla: „VALASKÓCZ. Orosz falu Zemplén Várm. földes Ura Roly Uraság, lakosai orosz vallásúak, fekszik é. Modrához 1/4 órányira, más részről pedig hegyek, és erdők között; határja 2 nyomásbéli, tavaszi vetést, zabot meglehetősen, árpát, búzát, és tengerit nem igen terem, földgye hegyes, vőlgyes, agyagos, és követses, erdeje elég, legelője bőven van.”
A 19. században az Ocskay és Benyovszky családoké volt. Lakói mezőgazdasággal és erdei munkákkal foglalkoztak.
Fényes Elek 1851-ben kiadott geográfiai szótárában így ír a faluról: „Valgaskócz, Zemplén vármegyében, orosz falu, Cziróka-Hosszumező fil., 2 római, 211 gör. kath., 4 zsidó lak., 260 h. szántófölddel, erdővel. F. u. Rholl.”
Borovszky Samu monográfiasorozatának Zemplén vármegyét tárgyaló része szerint: „Pásztorhegy, azelőtt Valaskócz. Ung vármegye határán fekvő tót kisközség. Van 51 háza és 252 gör. kath. vallású lakosa. Postája Nagykemencze, távírója és vasúti állomása Homonna. Hajdan a homonnai uradalom tartozéka volt. Újabbkori birtokosa Rolly János, majd fia István lett, azután a gróf Zichyek. Most a Benyovszky Lajosné birtoka. Gör. kath. temploma 1830-ban épült.”
A trianoni diktátumig Zemplén vármegye Szinnai járásához tartozott, majd Csehszlovákiához csatolták.
1937-ben kormányhatározat alapján a falut kiürítették, mivel területét katonai célokra kívánták igénybe venni. Lakóinak Homonnán házakat építettek. Az épületeket lerombolták, csak a templomot hagyták meg, de az idők során az is súlyosan leromlott állapotba került. A rendszerváltás után, 1997-ben a templomot renoválták és néhány helyi származású lakos visszatérhetett a településre.

## Népessége
- 1910-ben 249, túlnyomórészt szlovák anyanyelvű lakosa volt.

## Nevezetességei
- Szent Péter és Pál apostolok tiszteletére szentelt, görögkatolikus temploma 1837-ben épült. 1937 után pusztulásnak indult, de 1997-ben renoválták.

## Külső hivatkozások
- Községinfó
- Képes ismertető angol nyelven
- Pásztorhegy Szlovákia térképén
- Pásztorhegyről angolul
- E-obce.sk Archiválva 2008. január 10-i dátummal a Wayback Machine-ben